# محاولة انقلاب 1966 في جمهورية الكونغو
من 27 يونيو إلى 6 يوليو 1966، وقعت محاولة انقلاب في جمهورية الكونغو. اندلع الانقلاب في أعقاب خفض رتبة ماريان نغوابي (الرئيس المستقبلي) الذي اتهم بالعصيان. سيطرت وحدة النخبة من المظليين التابعة لنغوابي على جزء من العاصمة برازافيل، ونجحت في قطع الاتصالات السلكية واللاسلكية والنقل بالمدينة.
قامت مجموعة من أكثر من 200 جندي من الجيش الكوبي، كانوا يقيمون في برازافيل، بحماية محطة الإذاعة الحكومية وكذلك الحكومة الكونغولية من المظليين المتمردين. عندما عاد الرئيس ألفونس ماسامبا-ديبا إلى البلاد في 3 يوليو، استقبله في المطار أعضاء حكومته وليس الجيش، وهو الأمر المعتاد.
اتفق الدبلوماسيون السوفييت والأمريكيون وألمانيا الغربية والبلجيكيون والفرنسيون الذين كانوا حاضرين على أن وجود الجيش الكوبي في العاصمة حال دون الإطاحة بالنظام.